# Золочев (город)
Зо́лочев (укр. Зо́лочів) — город во Львовской области Украины. Административный центр Золочевского района и Золочевской городской общины.

## Географическое положение
Расположен на реке Золочевке, в восточной части Львовской области, в 60 км на восток от Львова.

## История

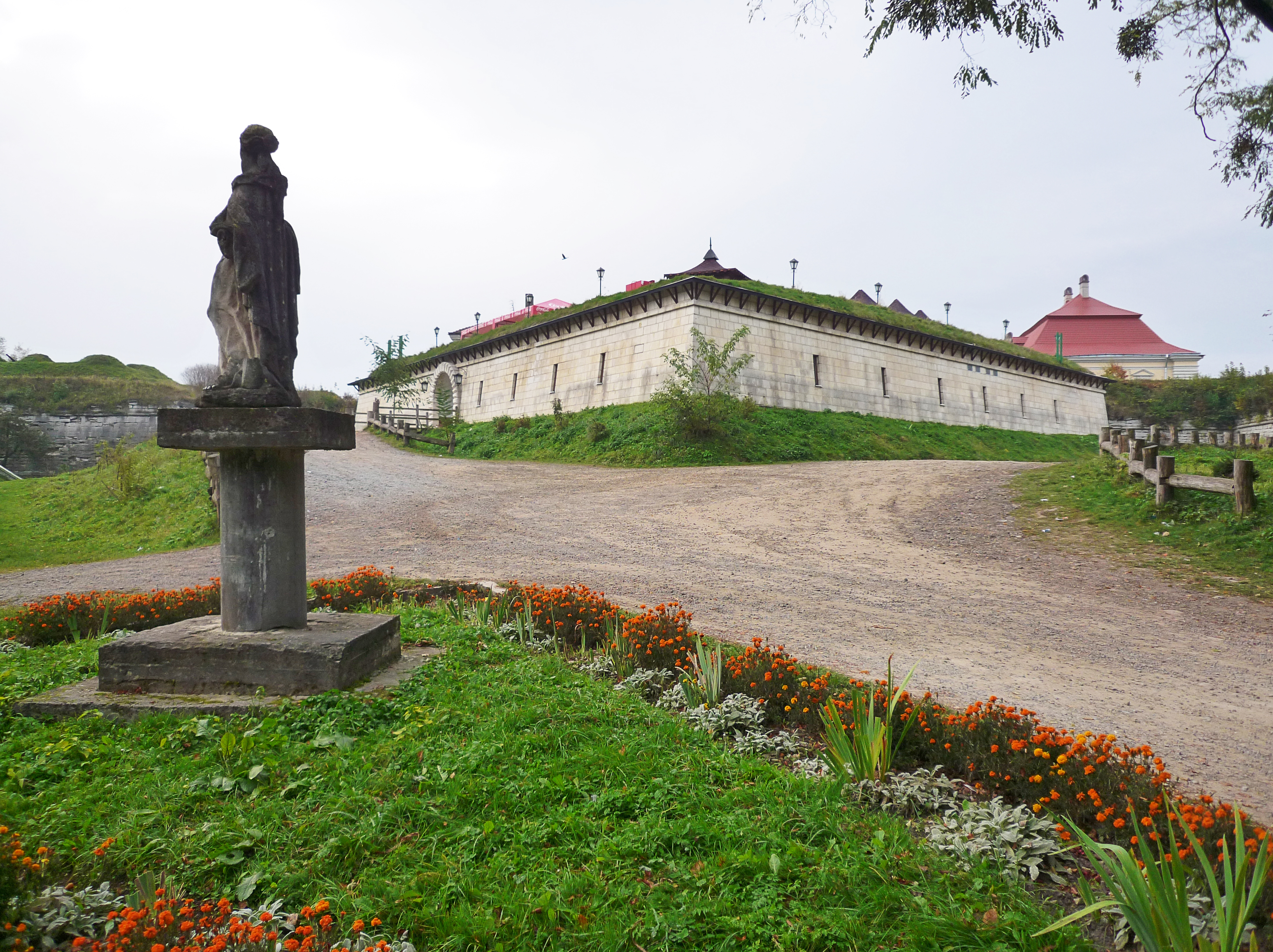
Замок в Золочеве

### Галицко-Волынское княжество
Время основания Золочева и происхождение названия потерялись в веках. Во времена древнерусского Плиснеска (15 км от Золочева) на месте Золочева существовало легендарное Радече, разрушено в результате вражеских набегов в начале XIII века. Жители, оставшиеся в живых, скрылись в окрестных болотах. Там они строили жильё, передвигались же, прокладывая путь с помощью вбитых в болото дубовых свай. Так начинался нынешний Золочев. В начале XX века в городе прокладывали водопровод и нашли эти древние «дорожки», законсервированные в торфянике.

### Времена Королевства Польского
Первое письменное упоминание о городе — 1423 год (по другим данным — 1442 год).
В XV—XVI веках Золочев живёт традиционной городской жизнью. В течение этого исторического периода город успешно развивается, несмотря на многочисленные татарские набеги. Золочев был окружён валом и рвом, дополнительно защищён крепостью на холме. В 1523 году город получает Магдебургское право. Удобное расположение способствует развитию торговли и ремёсел. Настоящим золотым временем для Золочева было XVII — начало XVIII века — при семье Собеских в городе строится новый замок, закладываются монастыри, церкви. В то время в Золочеве были две украинские церкви, приходской костёл, армянская церковь, три монастыря — два латинского обряда и монастырь отцов Василиан.
В 1523 году город получил магдебургское право.

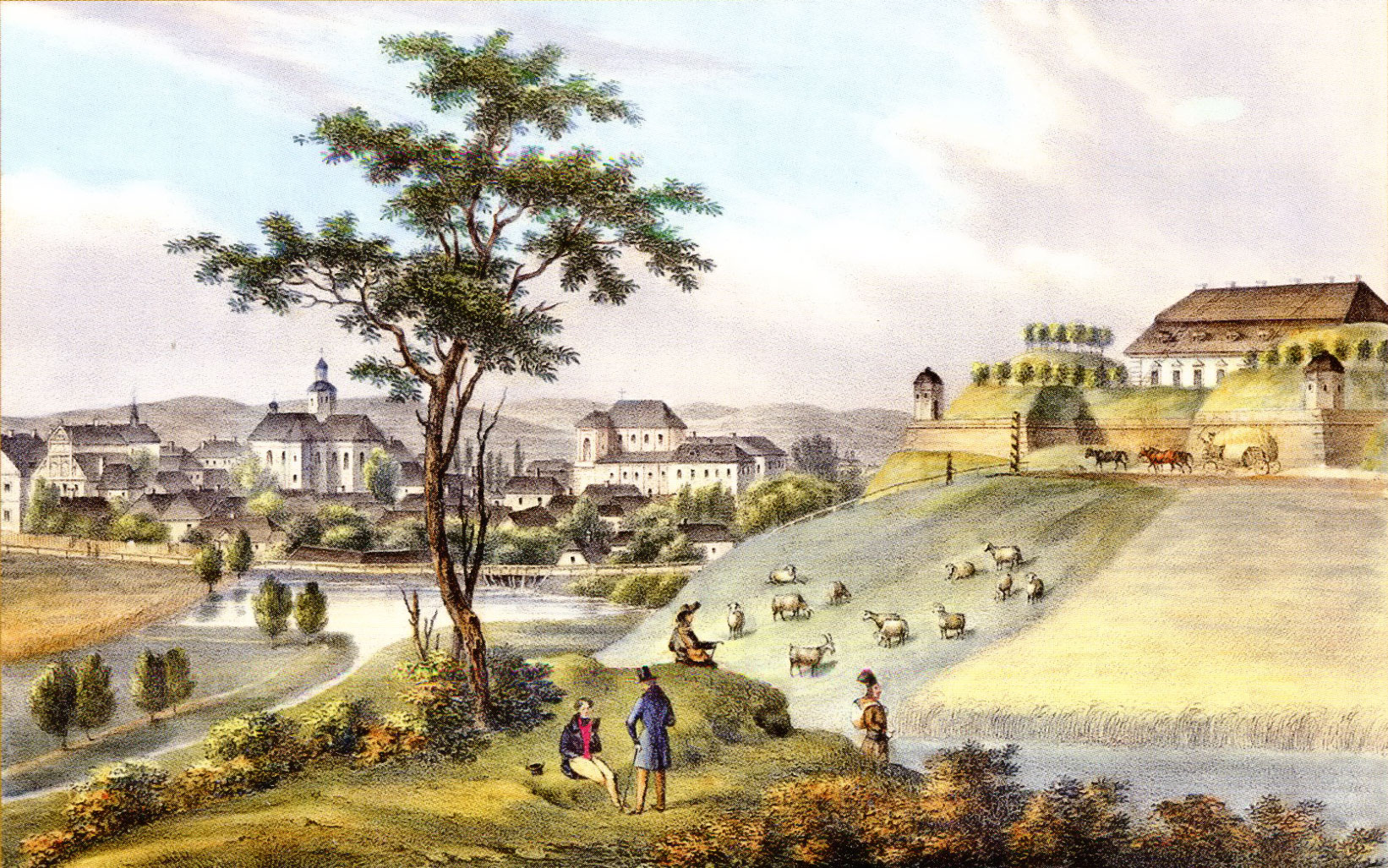
Вид города и замка, 1830

Время внесло свои коррективы в историческое лицо Золочева. От древности ещё осталась церковь Святого Николая на линии бывших оборонительных валов, с конца XVI века. Со следами оборонной архитектуры, старым крестом возле храма, установленным на месте алтаря предыдущей церкви. Церковь Святого Николая заслуживает особого внимания. Перестройка XVIII века оставила основу XVI века, но в интерьере появился иконостас традиционной работы львовских мастеров, с сочетанием резьбы, скульптуры и живописи, а также оригинальным распятием, стоящим на земном шаре с прикованными к нему Адамом и Евой. Иконостас, фундированный каневским старостой Николаем Потоцким, был почти полностью уничтожен в советское время, а в 2002—2003 годах воссоздан с сочетанием старых фрагментов. Интересна также отреставрированная в 2000 году настенная роспись церкви начала XX века, Автором является львовский художник Модест Сосенко, представитель неовизантийского течения в украинском искусстве, стипендиат митрополита Андрея Шептицкого. В советское время в церкви Святого Николая находился атеистический музей.

### 1772—1918
После первого раздела Речи Посполитой в 1772 году Золочев вошёл в состав Австрийской империи. Австрийское правительство закрыло два католических монастыря. Один из них, пиарский, отдали под церковь украинской общине. Именно тогда происходит обмен между украинской и польской общинами (действительный и поныне). Бывший приходской костёл стал украинской церковью, а монастырский — приходским костёлом. Эти два сооружения, возведённые почти рядом, с разницей во времени почти в век, с яркими признаками ренессанса — церковь и барокко-костёл, добавляют особый шарм лицу города.
Василианский монастырь в Золочеве был основан ещё в 1569 году. Нынешний монастырский комплекс — один из самых интересных среди монастырей XIX — конца XX века. Внимания заслуживает копия чудотворной иконы Подгорецкой Божьей Матери (XVIII век), передана в монастырь уже после реставрации.
В австрийские времена на месте бывших оборонительных валов были заложены прогулочные скверы (так называемые «спацеры»).

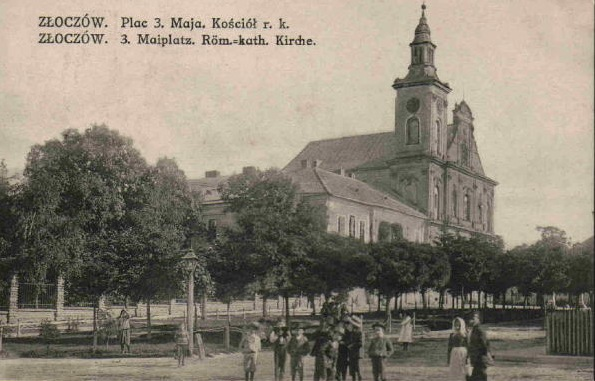
Костёл Успения Пресвятой Богородицы
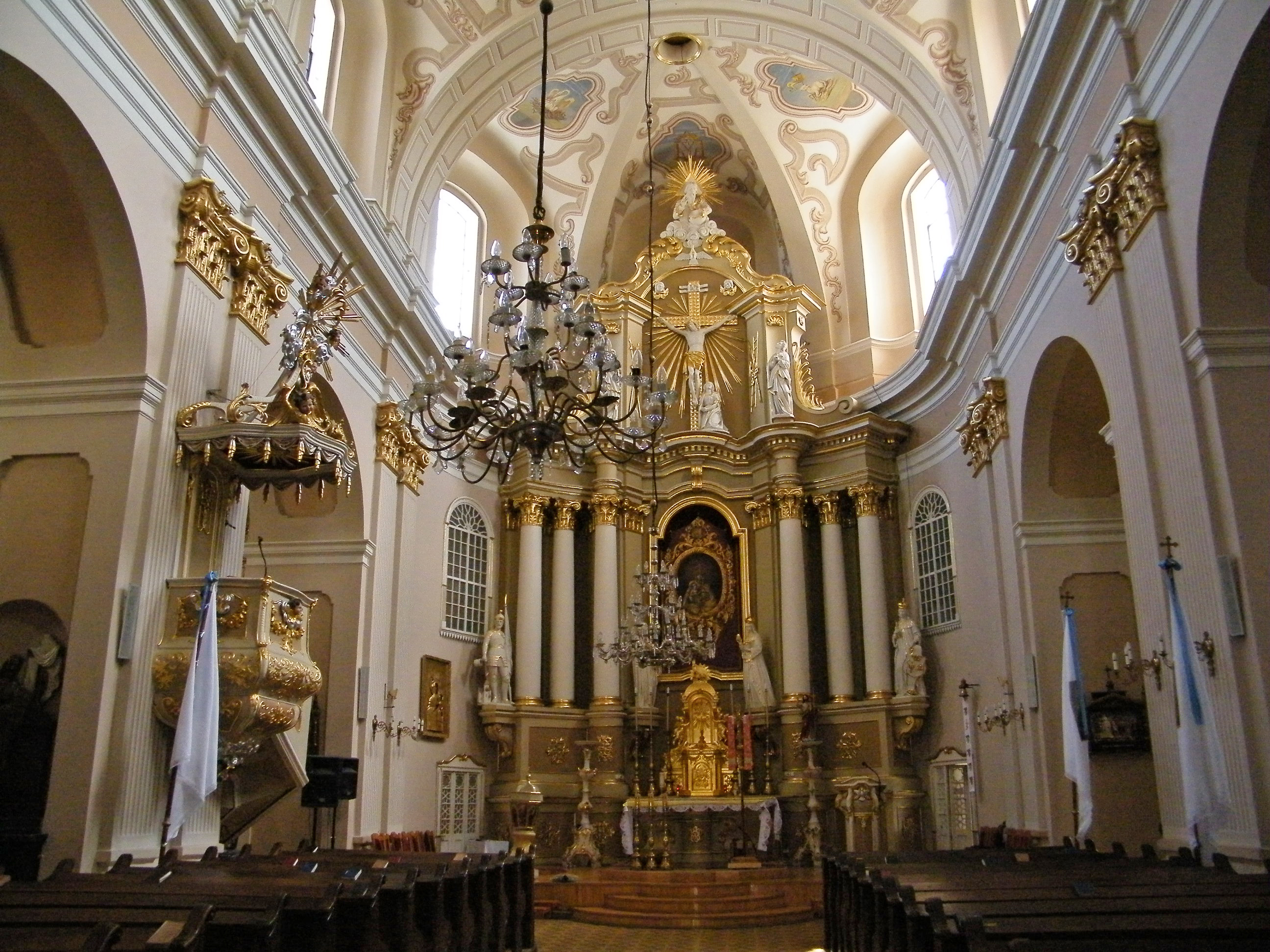
Внутренний интерьер Успенского костёла
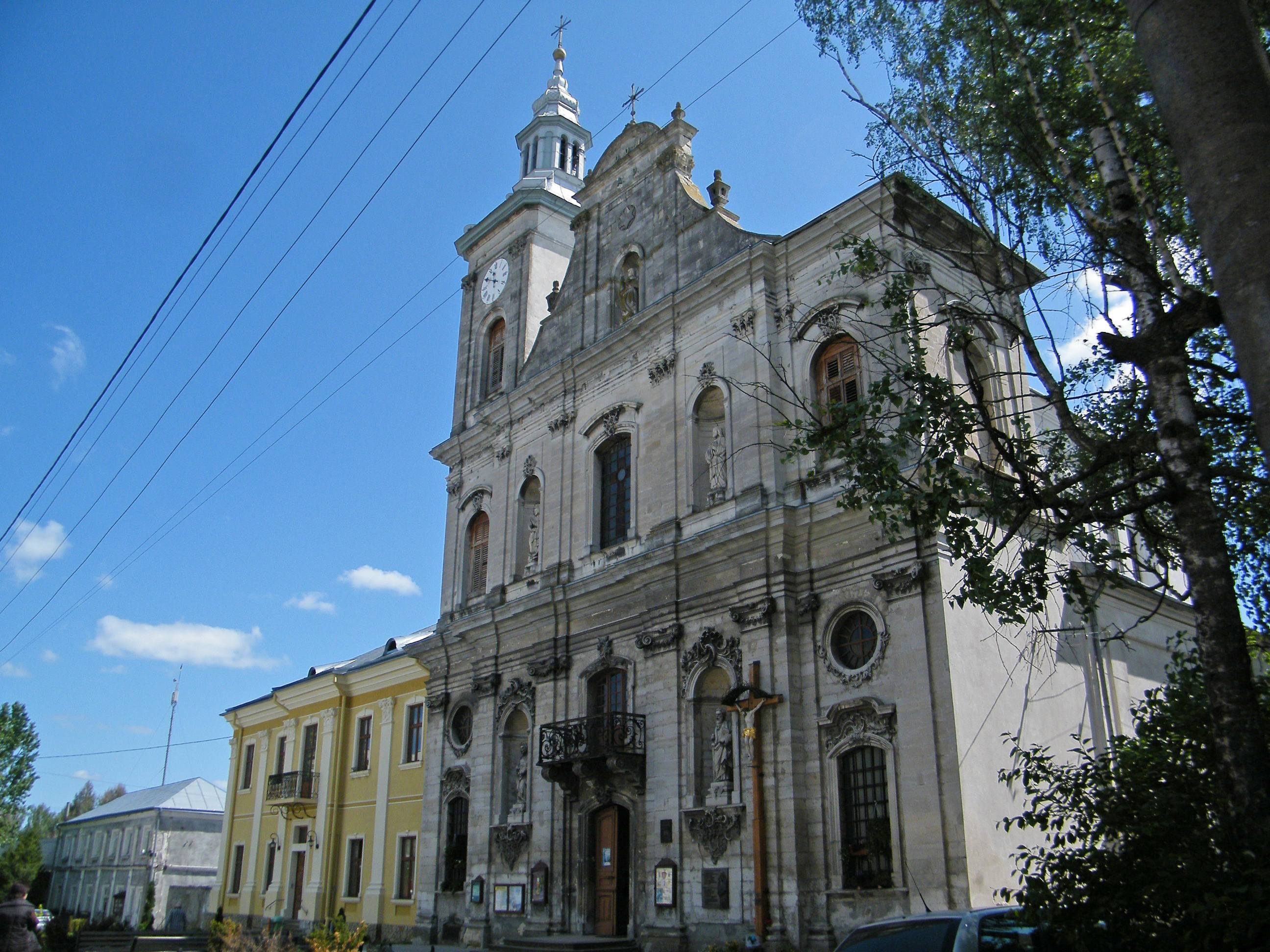
Успенский костёл в 2012 году
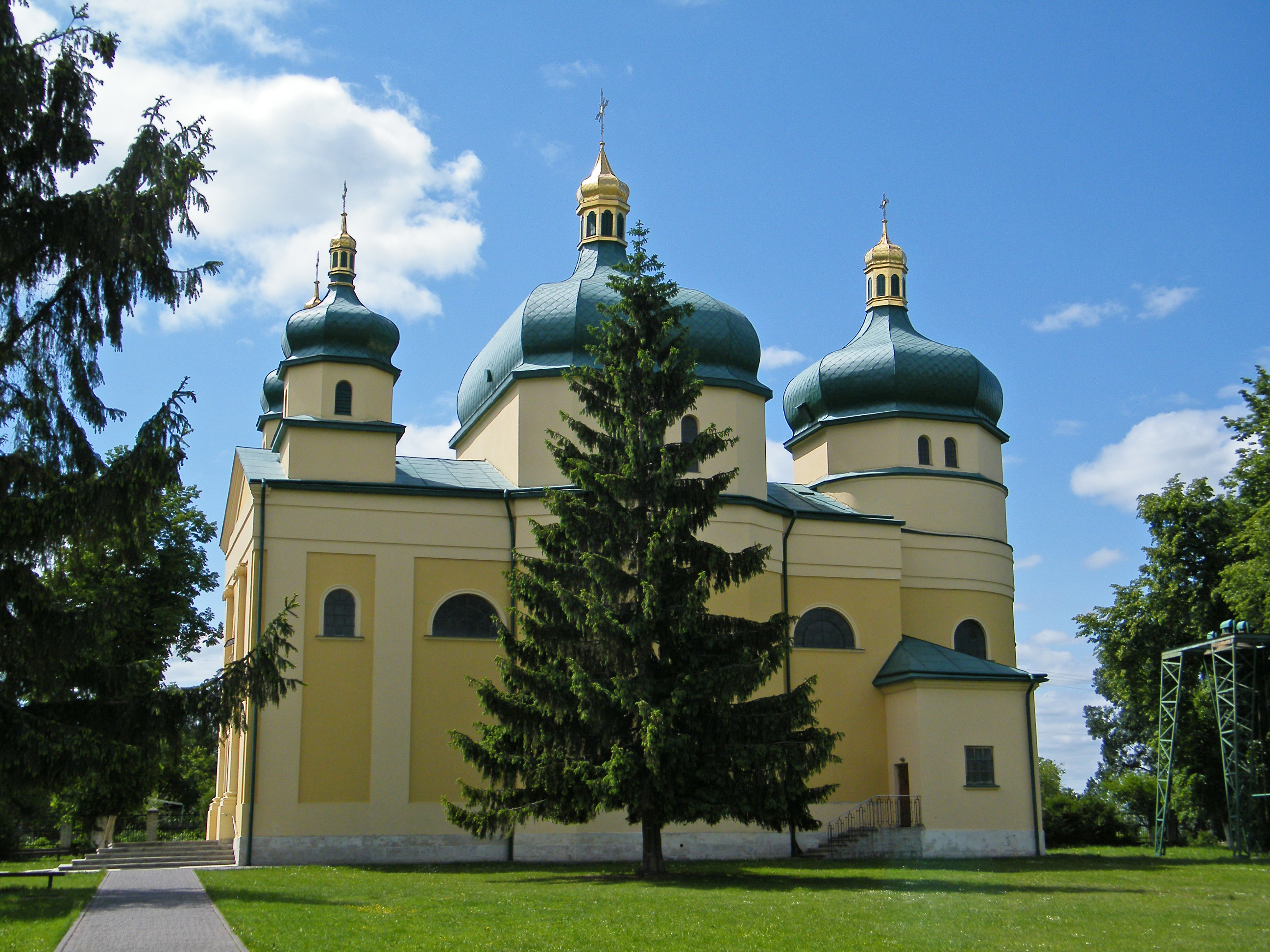
Храм Василианского монастыря
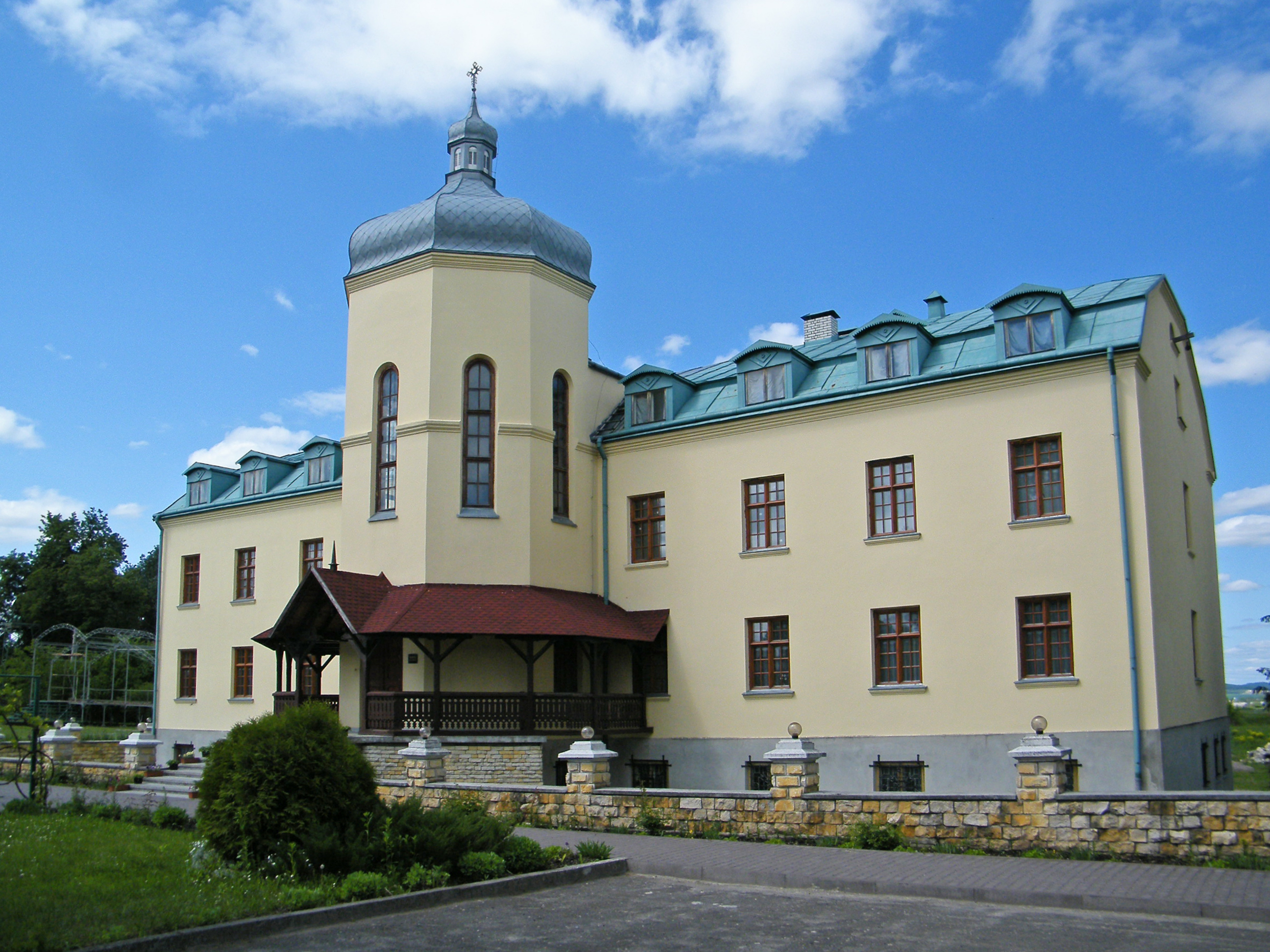
Служебный корпус Василианского монастыря

Удобное расположение Золочева — на трассе между Львовом и Тернополем, железная дорога с 1871 года, живописная окрестность, городок Сасов в 10 км от Золочева с известными на всю Австро-Венгрию водолечебницами, где останавливался даже император Франц-Иосиф, способствовали развитию города. Золочев приобретает черты города эмеритов. Сюда на постоянное проживание идут состоятельные люди из больших городов. Дома, построенные в древности, до сих пор поражают своей красотой и неповторимостью. И город и поныне сохраняет неповторимый образ конца XIX — начала XX века. Особенно его старая часть, которая уцелела в военные лихолетья XX века, пока не очень осовремененная.
В 1894 году население города составляло 8 тыс. человек.

### 1918—1939
После распада Австро-Венгрии город оказался в составе ЗУНР (здесь был сформирован еврейский батальон Украинской Галицкой Армии).
В марте 1919 года в Золочеве началось вооружённое восстание против ЗУНР, затем город был занят польскими войсками и вошёл в состав Тарнопольского воеводства Польши.

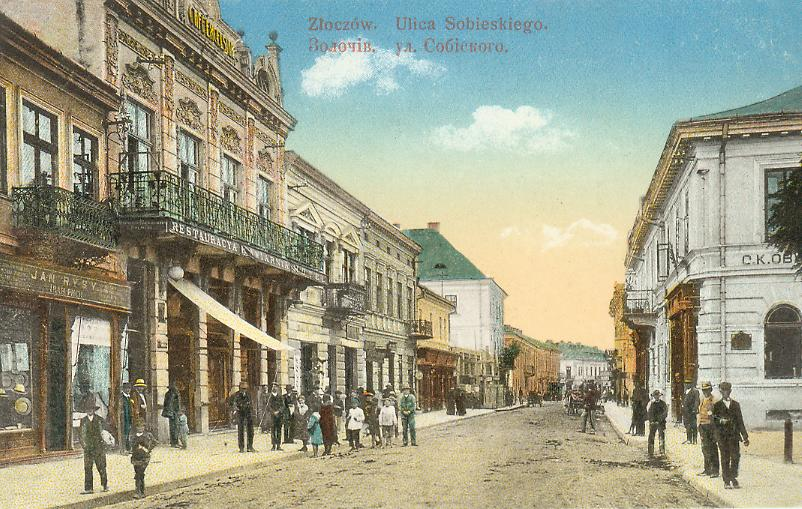
Улица Собеского (ныне — ул. Маркиана Шашкевича). 1916 год
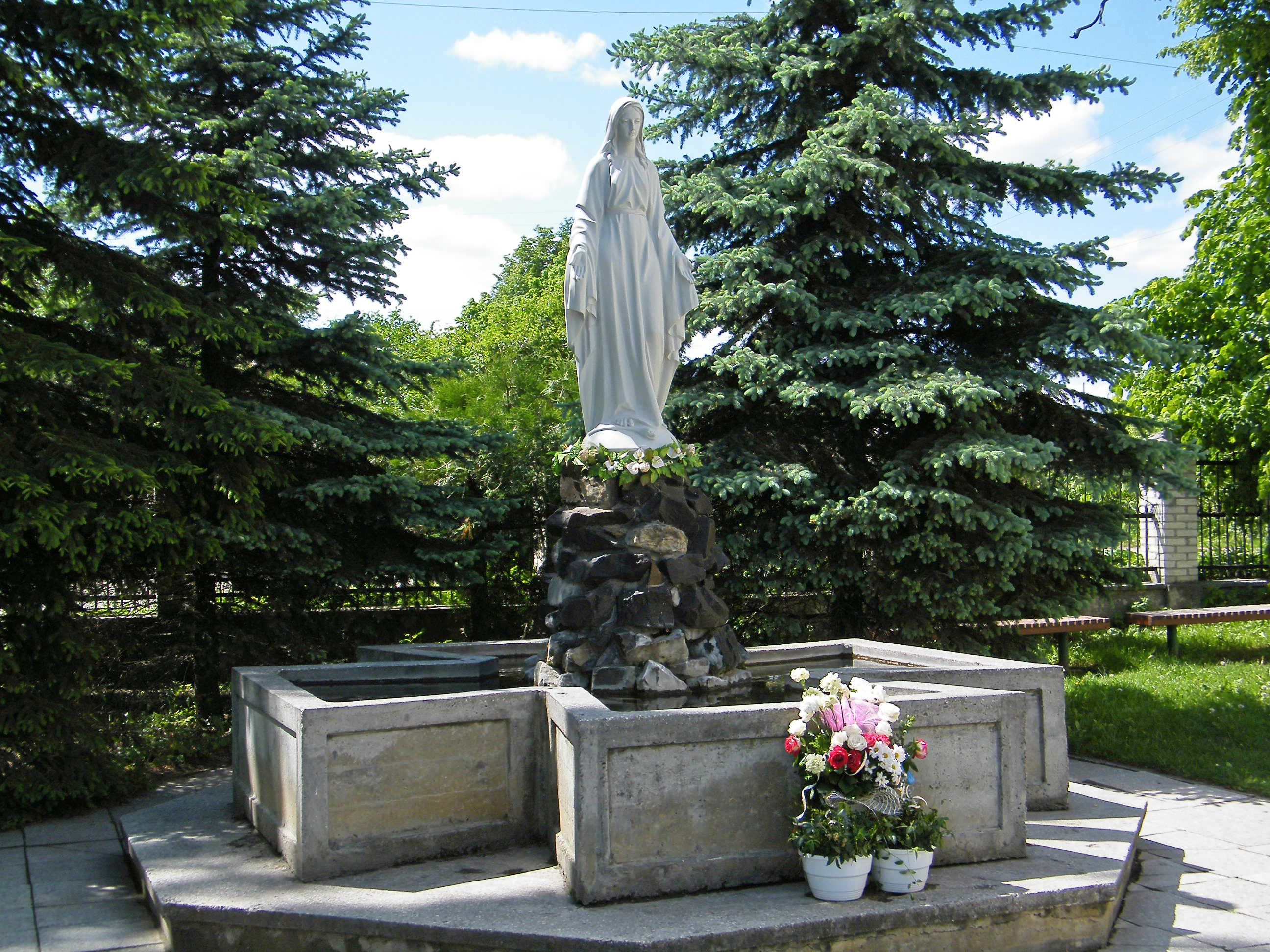
Статуя Девы Марии
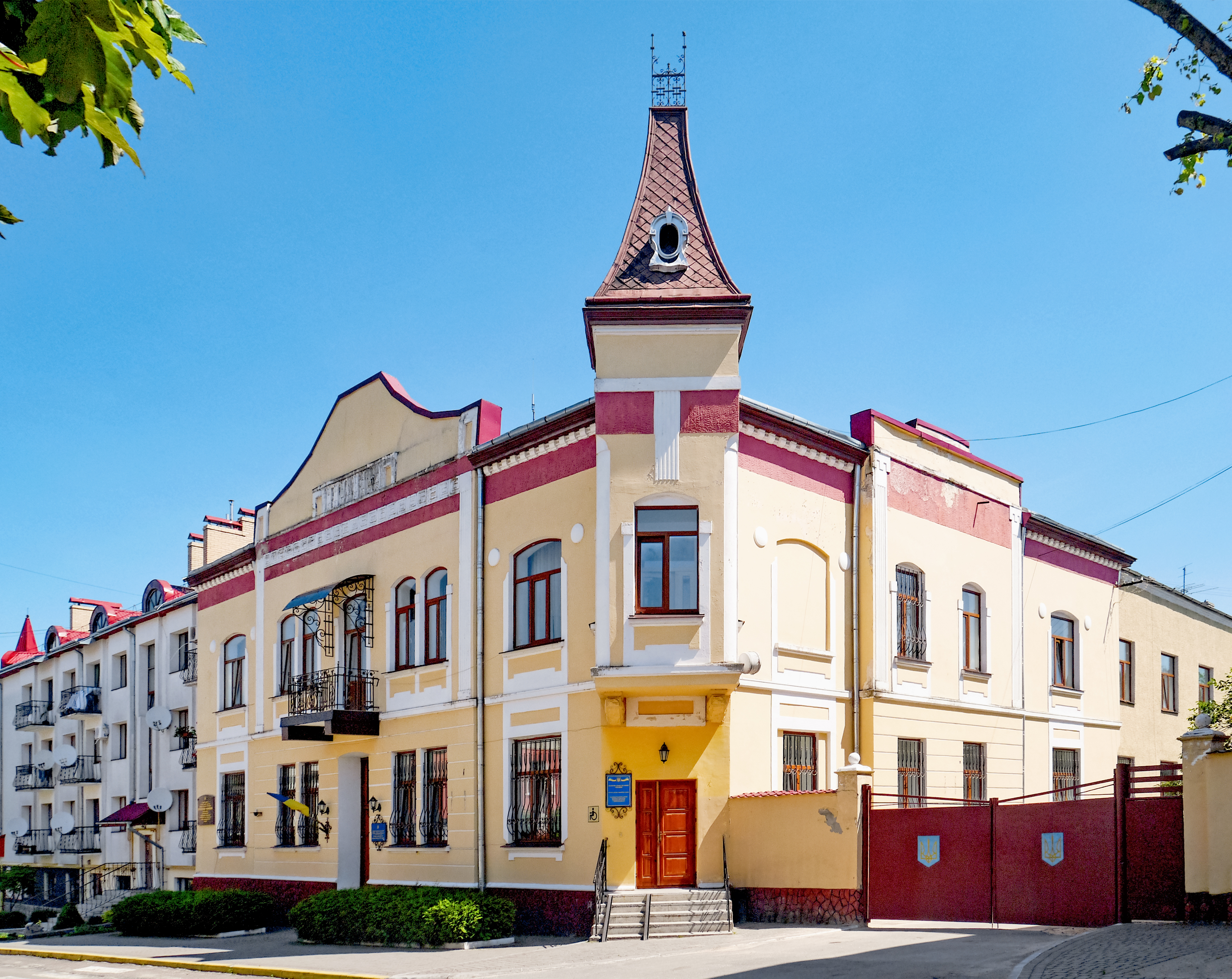
Фрагмент центра города
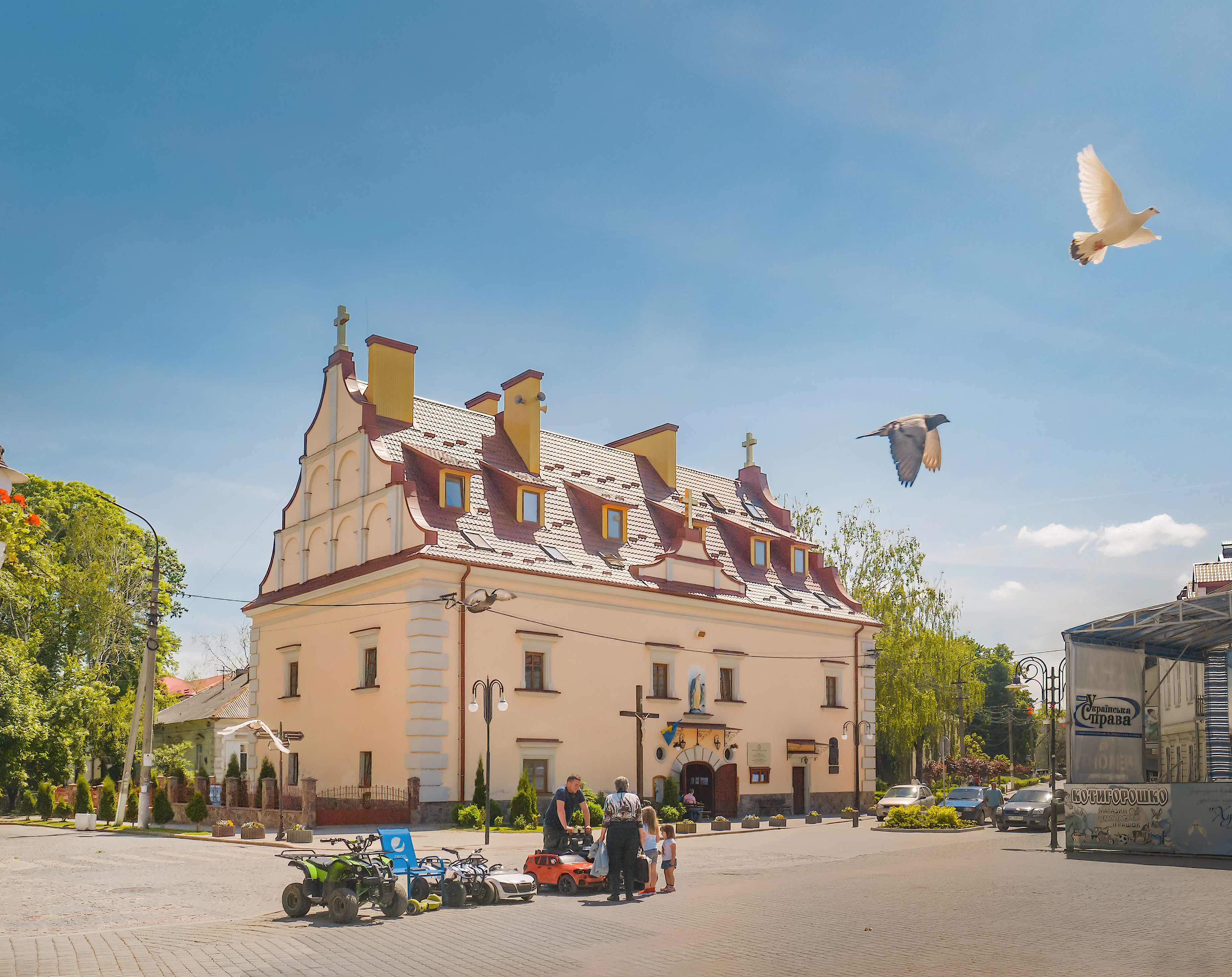
Старинное здание госпиталя
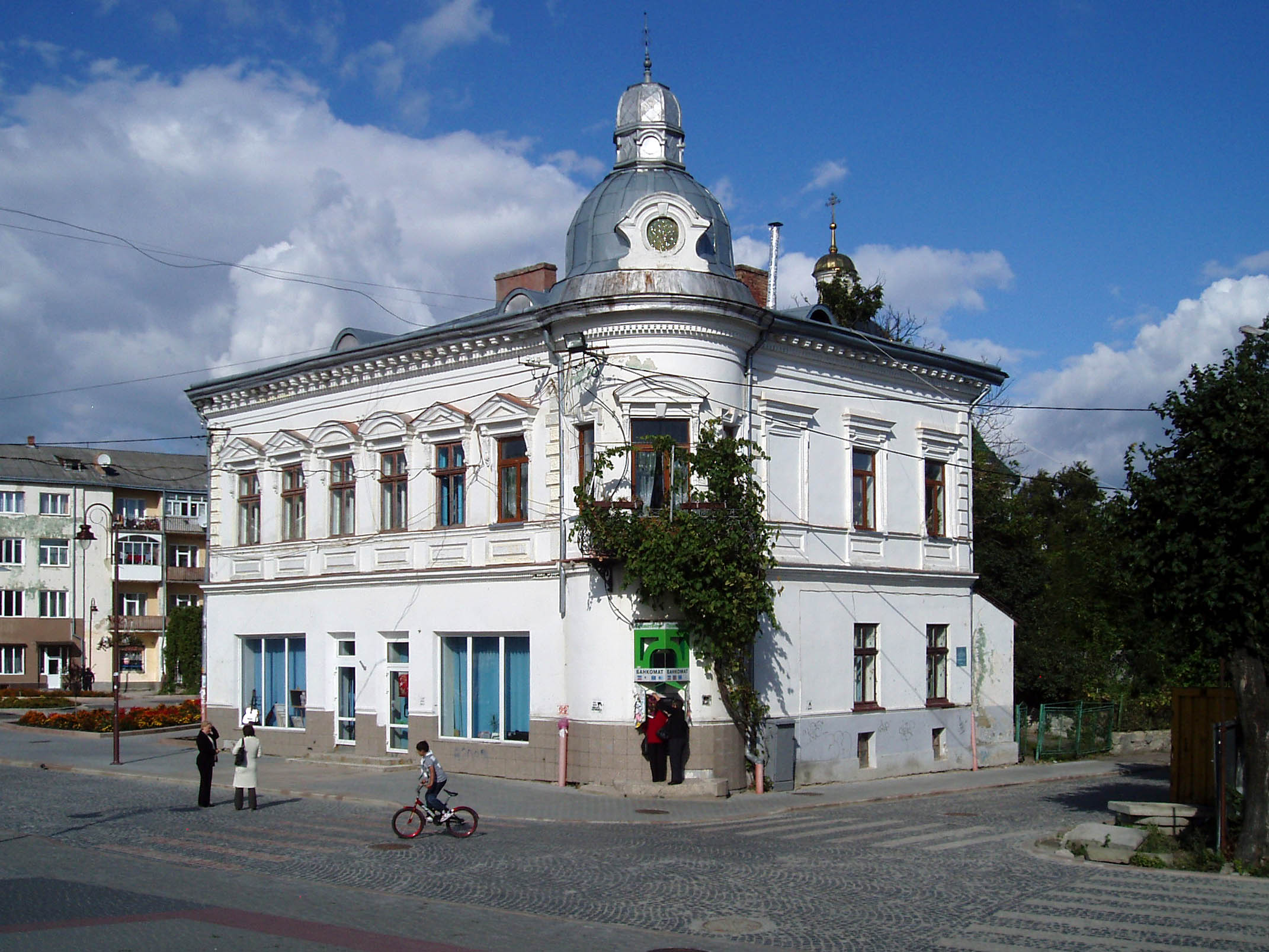
Фрагмент центра города

### 1939—1991
1 сентября 1939 года началась германо-польская война. 17 сентября 1939 года советские войска пересекли восточную границу Польши и 18 сентября 1939 года заняли Золочев. В городе была установлена Советская власть.
С июля 1940 года в городе дислоцировалась 10-я танковая дивизия (генерал-майор С. Я. Огурцов) 4-го мк, с 20 февраля 1941 года — 15-го мк (генерал-майор И. И. Карпезо) 6-й армии Киевского Особого военного округа.
1 июля 1941 года город был оккупирован немецкими войсками.
17 июля 1944 года в ходе Львовско-Сандомирской наступательной операции город был освобождён советскими войсками 60-й армии 1-го Украинского фронта: 322-й сд (генерал-майор П. И. Зубов) 15-го гв. ск (генерал-майор П. В. Тертышный); 59-го отд. танкового полка (подполковник И. С. Кузнецов), 368-го гв. тяжёлого самоходного артполка (майор И. Г. Кузнецов).
Войскам, участвовавшим в прорыве обороны противника на львовском направлении, в ходе которого были освобождены Золочев, Броды и другие города, приказом Верховного Главнокомандующего И. В. Сталина от 18 июля 1944 года была объявлена благодарность и в г. Москве дан салют 20-ю артиллерийскими залпами из 224 орудий.
В четвёртой пятилетке (1946—1950 гг.) в окрестностях города были построены пять угольных шахт, и к началу 1952 года город являлся центром буроугольного района. Также здесь действовали спиртовой завод, маслозавод, мясокомбинат, хлебокомбинат, кирпичный завод, кожевенный завод, питомник дикорастущих и плодовых деревьев, три средние школы, 1 семилетняя школа, 1 начальная школа, 1 спортивная школа, 1 музыкальная школа, а также школа рабочей молодёжи и школа медсестёр.
В 1970 году численность населения составляла 15,2 тыс. человек, здесь действовали кирпичный завод, картонажная фабрика, швейная фабрика, валяльно-войлочная фабрика, фабрика кухонной мебели, сахарный завод, сыродельный завод, спиртзавод, мясокомбинат, и медицинское училище (кроме того, в селе Новоселище был сельскохозяйственный техникум).
В 1980 году здесь действовали два кирпичных завода, два асфальтовых завода, картонажная фабрика, швейная фабрика, валяльно-войлочная фабрика, мебельное производственное объединение, радиозавод, сахарный завод, маслосыродельный завод, спиртзавод, мясокомбинат, райсельхозтехника, комбинат бытового обслуживания, ПТУ, шесть общеобразовательных школ, спортшкола, больница и 5 иных учебных учреждений, Дворец культуры, Дом культуры, 9 библиотек, два музея, три кинотеатра и три клуба.
В январе 1989 года численность населения составляла 23 189 человек, основой экономики города в это время являлись радиозавод, предприятия лёгкой и пищевой промышленности.

### Евреи в Золочеве

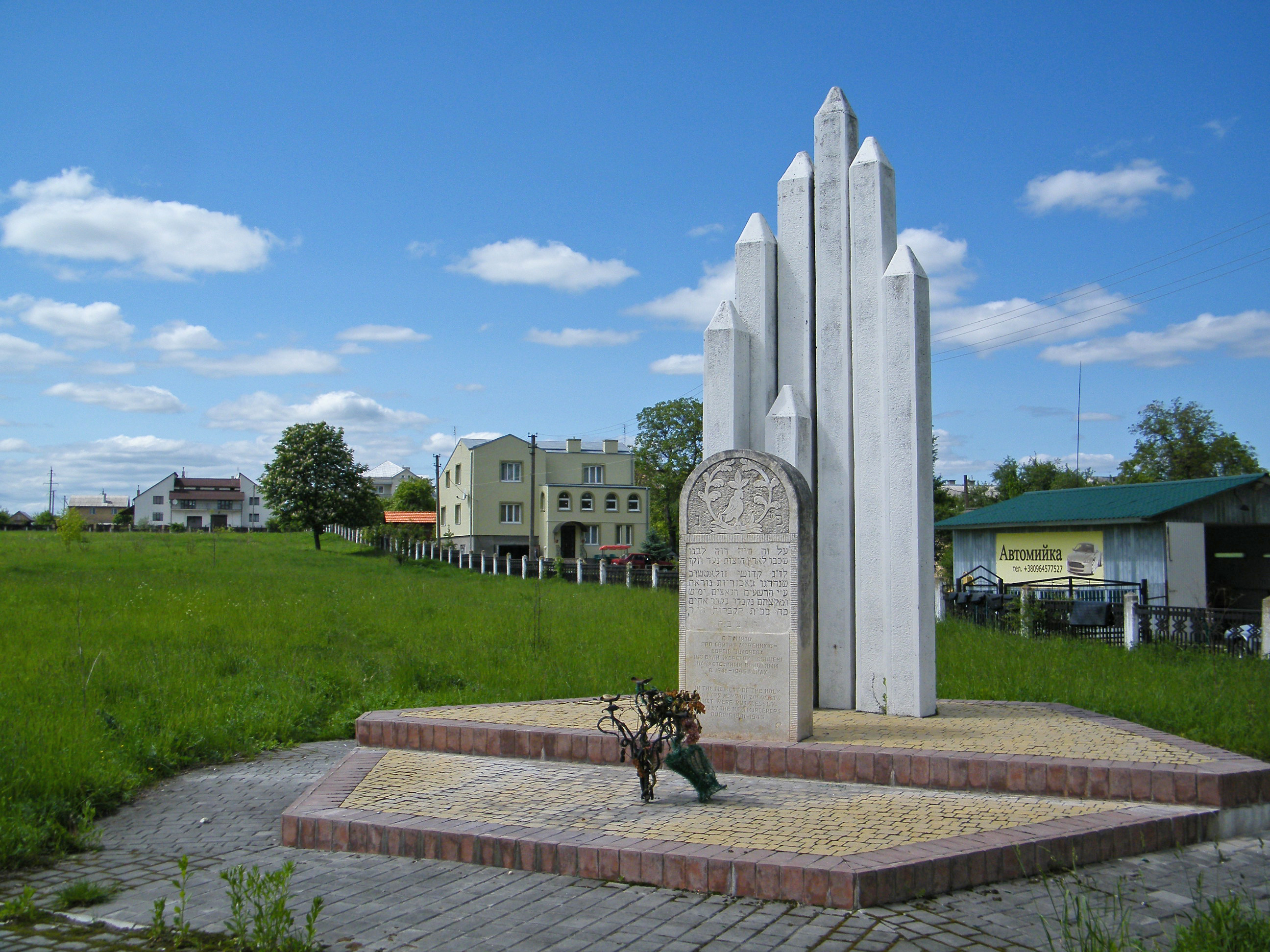
Памятник евреям, погибшим во время оккупации (у входа на еврейское кладбище)

Первое упоминание о присутствии евреев в Золочеве восходит к 1565 году, Общество прочно утвердилась в начале XVII века. До Второй мировой войны евреи проживали на всей территории города и сыграли важную роль в его политической, экономической и социальном развитии.
В 1939 году сотни беженцев из западной Польши прибыли в Золочев, спасаясь от немцев. 2 июля 1941 года немецкие войска оккупировали Золочев. 3-4 июля 1941 года, в Золочеве активисты и милиция ОУН, местное население при поддержке СС зверски убили более 3 тысяч евреев. Погром был инициирован только что созданным Украинским национальным комитетом, который обратился к немцам за разрешением провести «отплатную» акцию. 3 июля 1941 года толпы мирных евреев начали сгонять в Замок, заставляя голыми руками выкапывать трупы убитых НКВД при отходе заключённых. В городе шли грабежи еврейских домов. Бывшие соседи грабили, избивали и убивали своих еврейских соседей подручными средствами.
В августе 1941 года 2700 евреев были отправлены в лагерь смерти Белжец. Вторая массовая высылка в ноябре привела к гибели более 2500 человек. В декабре немцы создали гетто, в котором жило примерно 7000-9000 евреев. К апрелю 1943 года большинство из них были расстреляны за городом и похоронены в братских могилах.

### После 1991
В городе находится 1697-й центр обеспечения бронетанковым имуществом (1697-й центр забезпечення бронетанковим майном).
В 1993 году в городе был открыт военный госпиталь внутренних войск МВД Украины.
В мае 1995 года Кабинет министров Украины утвердил решение о приватизации находившихся в городе АТП-14611, АТП-24661, радиозавода, Золочевской кооперативно-государственной передвижной механизированной колонны № 1 и мясоперерабатывающего предприятия, в июле 1995 года было утверждено решение о приватизации консервного завода.

## Население
По данным переписи 2001 года, украинцы составляли 97,07 % населения Золочева, русские — 1,96 %.
На 1 января 2013 года численность населения составляла 24 074 человек.

### Языковой состав
Родной язык населения по данным переписи 2001 года:
| Язык       | Численность, чел. | Доля     |
| ---------- | ----------------- | -------- |
| Украинский | 22 867            | 97,70 %  |
| Русский    | 476               | 2,03 %   |
| Другое     | 63                | 0,27 %   |
| Итого      | 23 406            | 100,00 % |

Украинский язык является основным и единственным официальным языком города.

## Экономика
В городе работает 20 промышленных предприятий, из них 5 пищевой промышленности, 4 электронной, лёгкой и др. Кроме этого, функционирует 300 хозяйств с негосударственной формой собственности.

## Транспорт
Железнодорожная станция Золочев на линии Красное — Тернополь Львовской железной дороги.
Рядом с городом проходит автомагистраль Н-02 Львов — Тернополь.

## Образование
В городе работают 4 общеобразовательных школы, экономический лицей, «Школа Радости», профессиональный лицей, детская юношеско-спортивная школа, музыкальная школа, дошкольные учебные заведения № 3, № 4, № 2, № 6, № 7.

## Достопримечательности
- Золочевский замок
- Старое городское кладбище

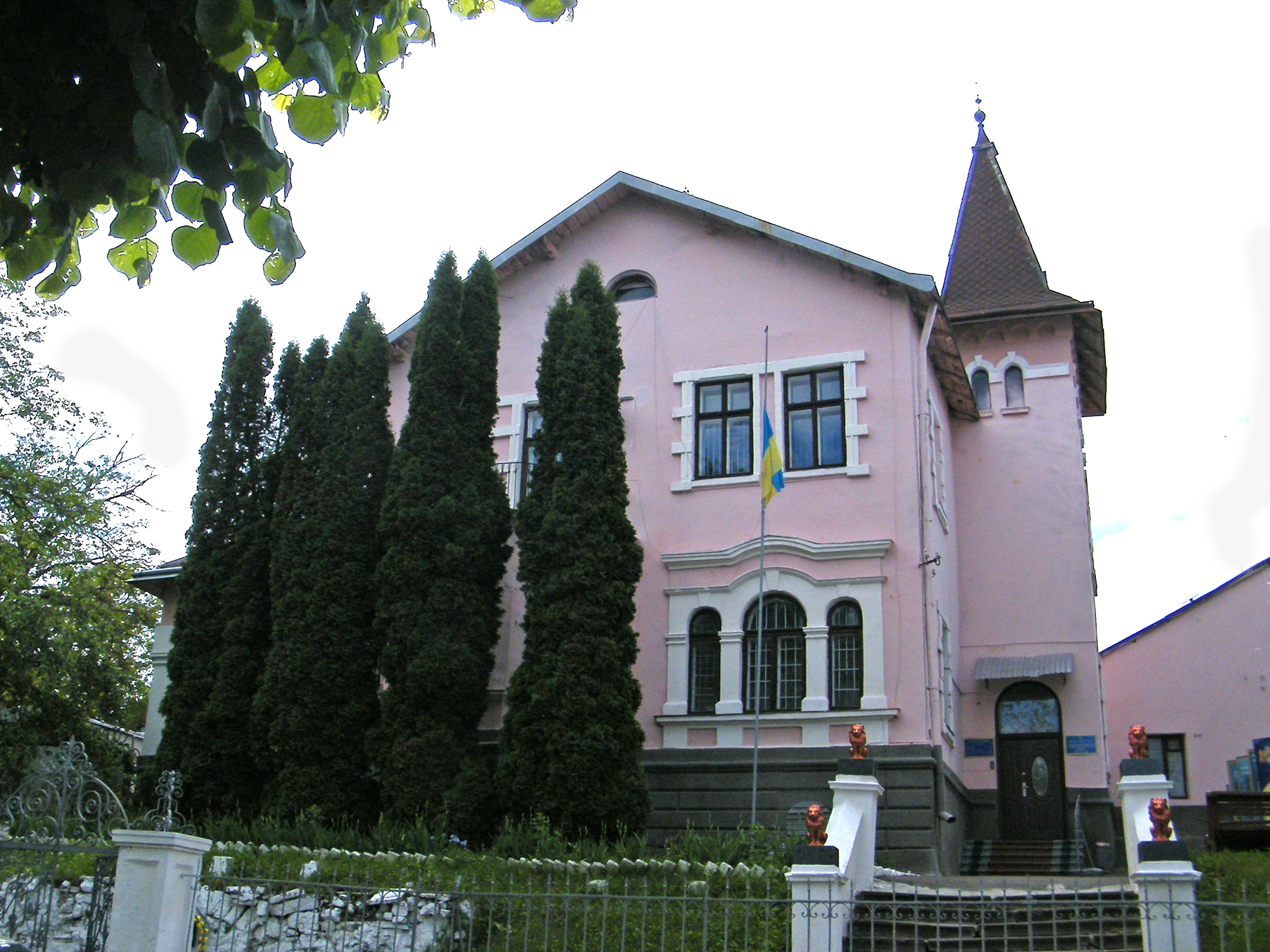
Здание военкомата
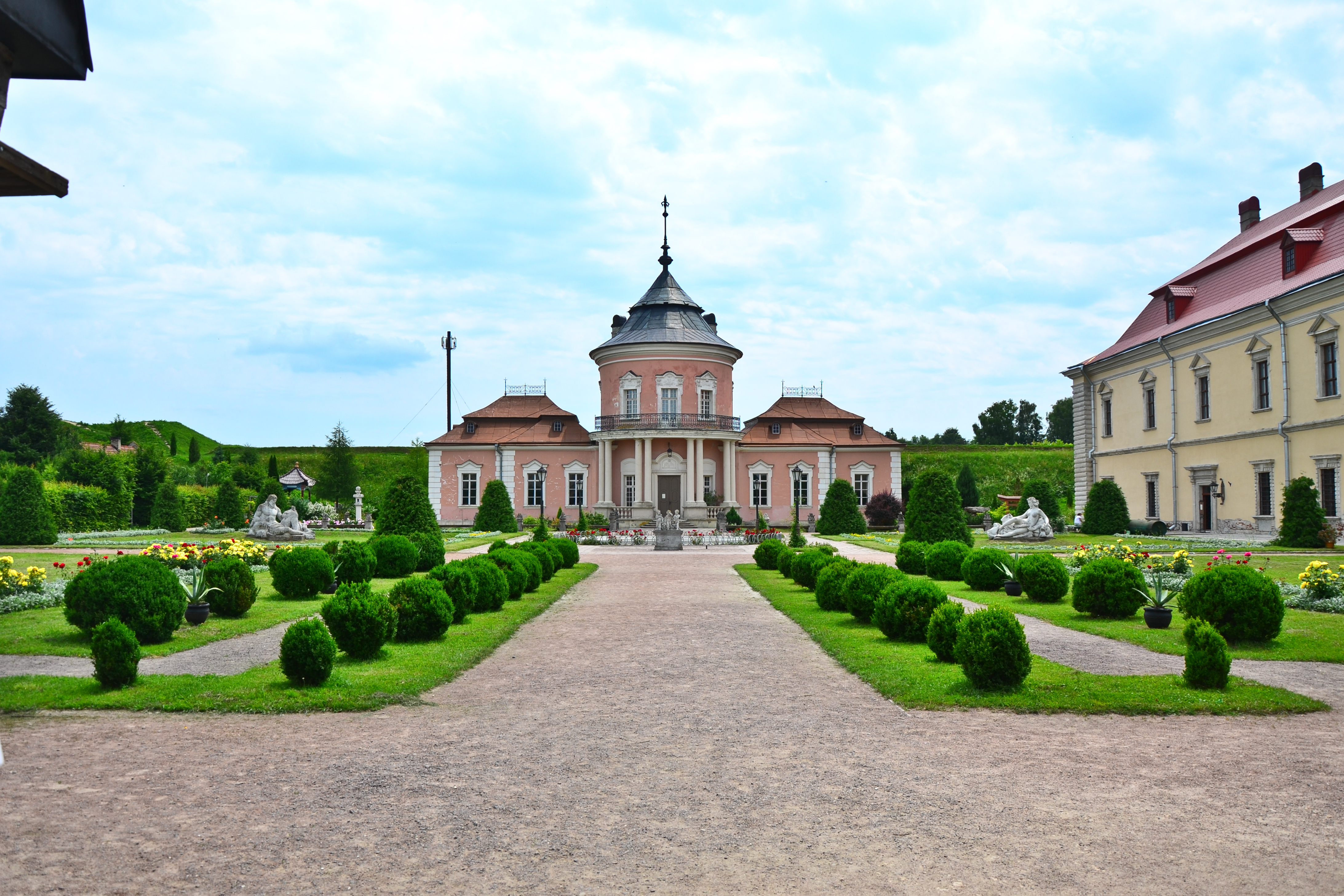
Золочевский замок
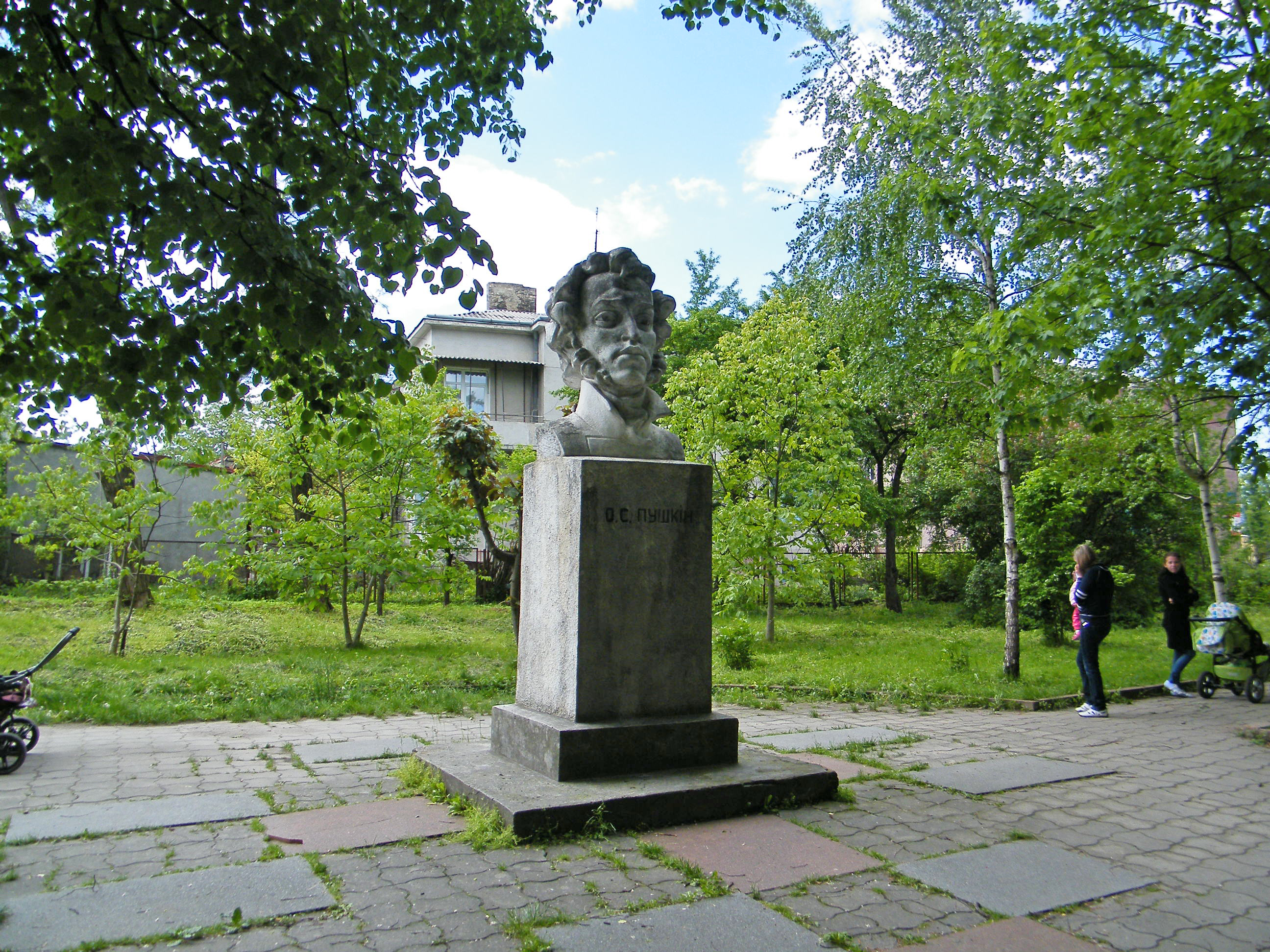
Памятник Пушкину
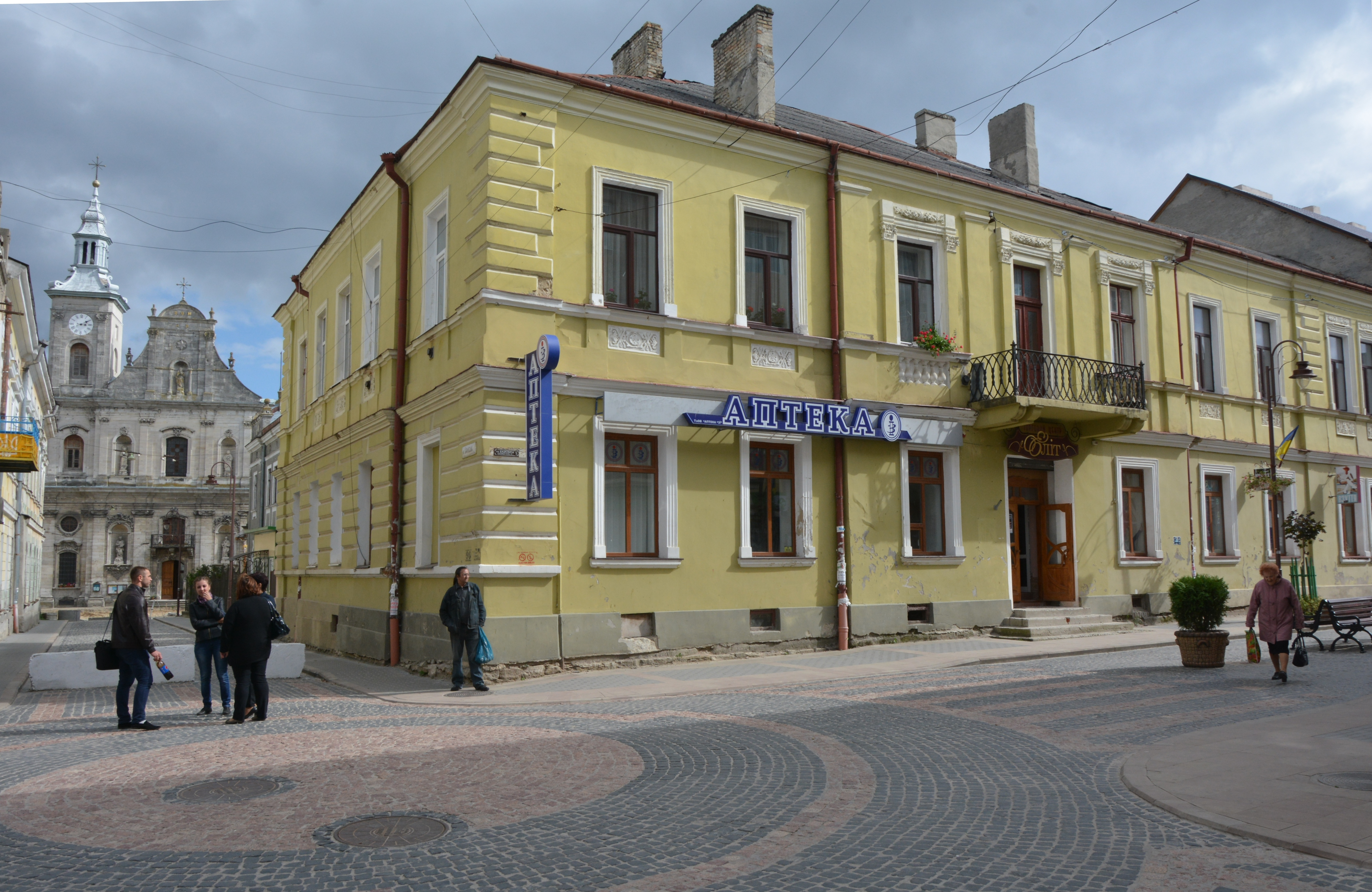
Улица города

### Храмы
- Костёл Успения Пресвятой Богородицы (сер. XVIII в.)
- Церковь Воскресения Христова (нач. XVII в.)
- Монастырь отцов Василиан (сер. XVI в.)
- Церковь Святого Николая (XVI век)
- Храм Блаженного Николая Чарнецкого (нач. XXI в.)
- Синагога (XVIII век, уничтожена во время II мировой войны)

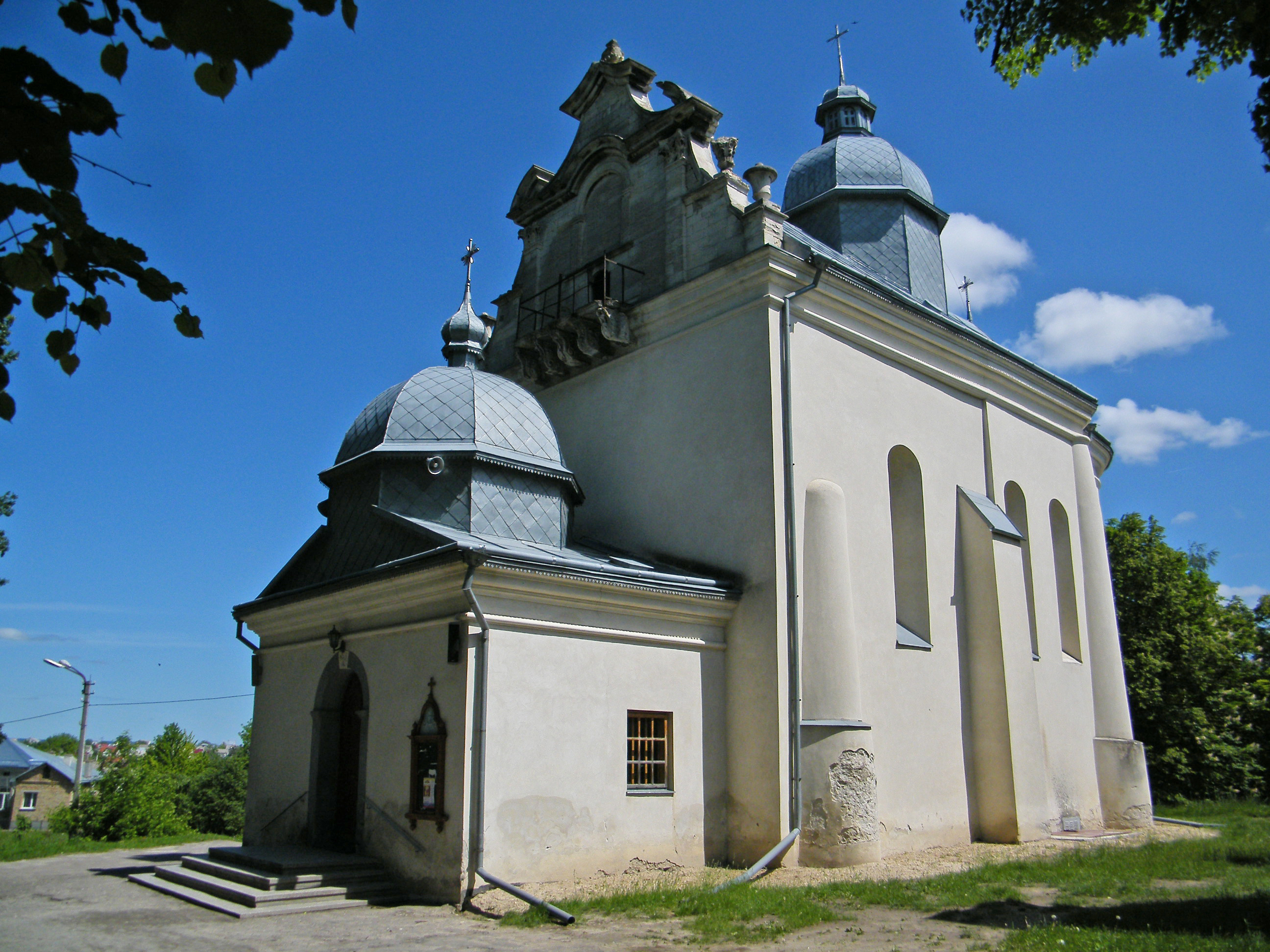
Церковь Святого Николая
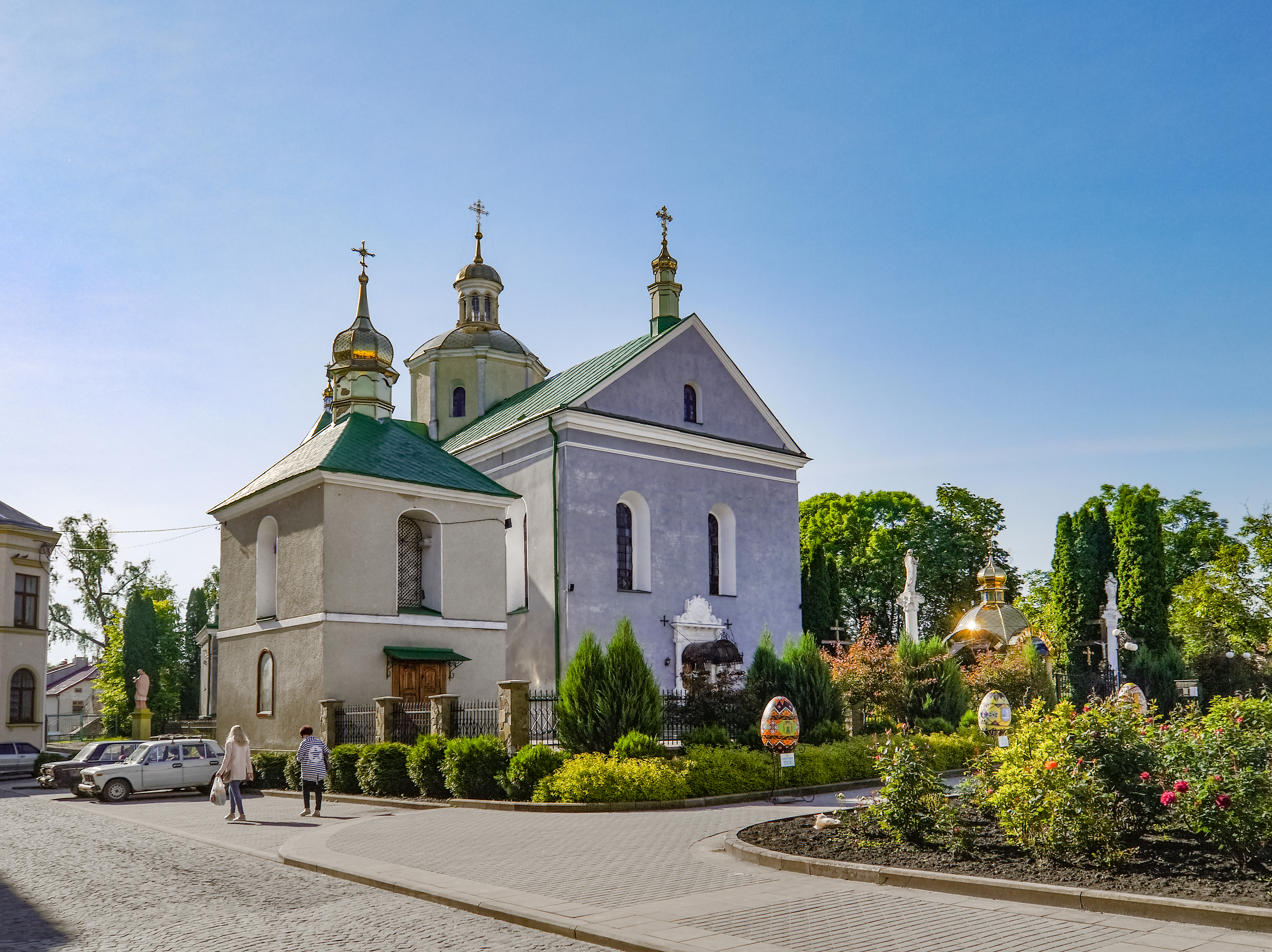
Воскресенская церковь
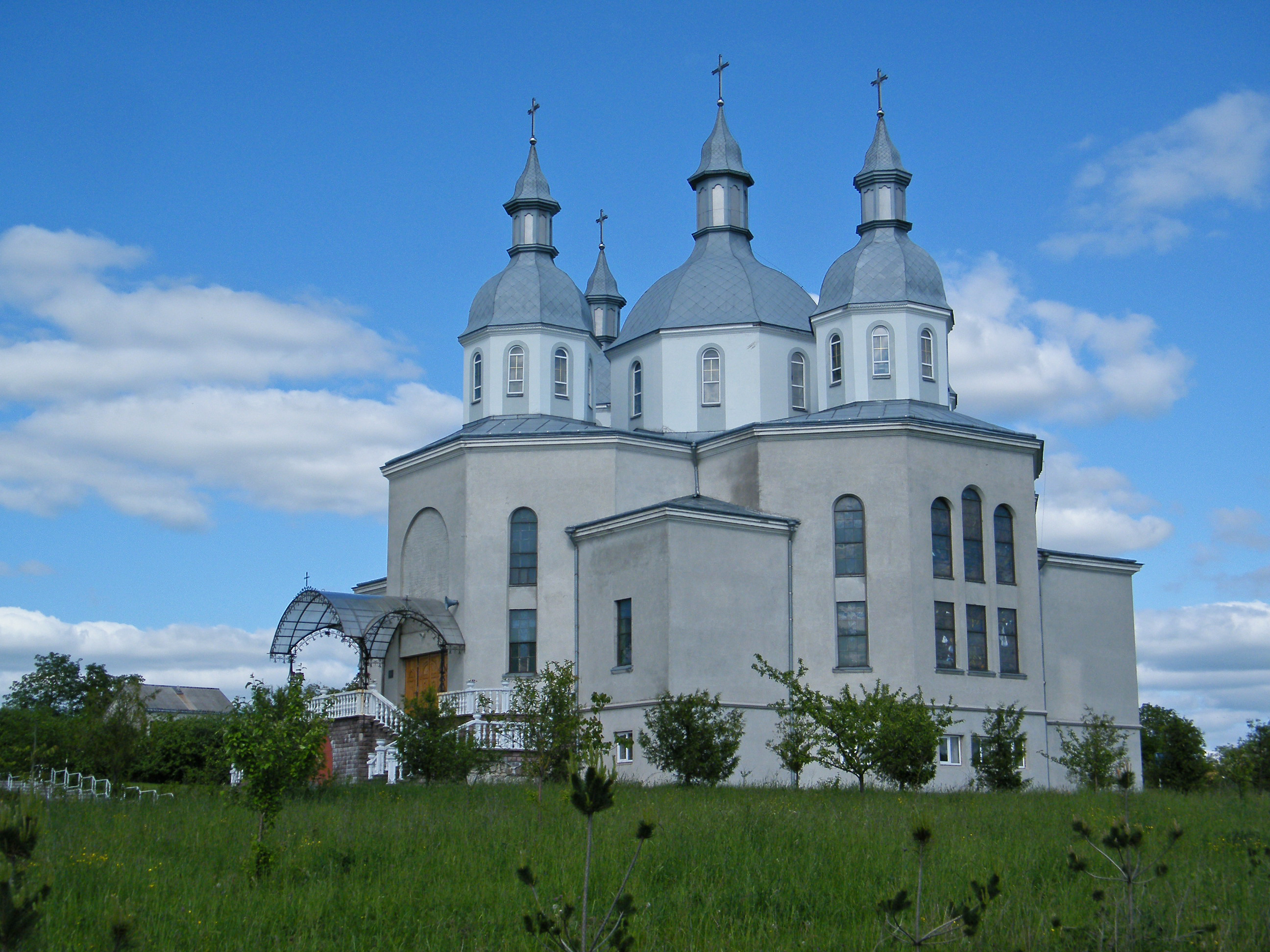
Храм Архистратига Михаила
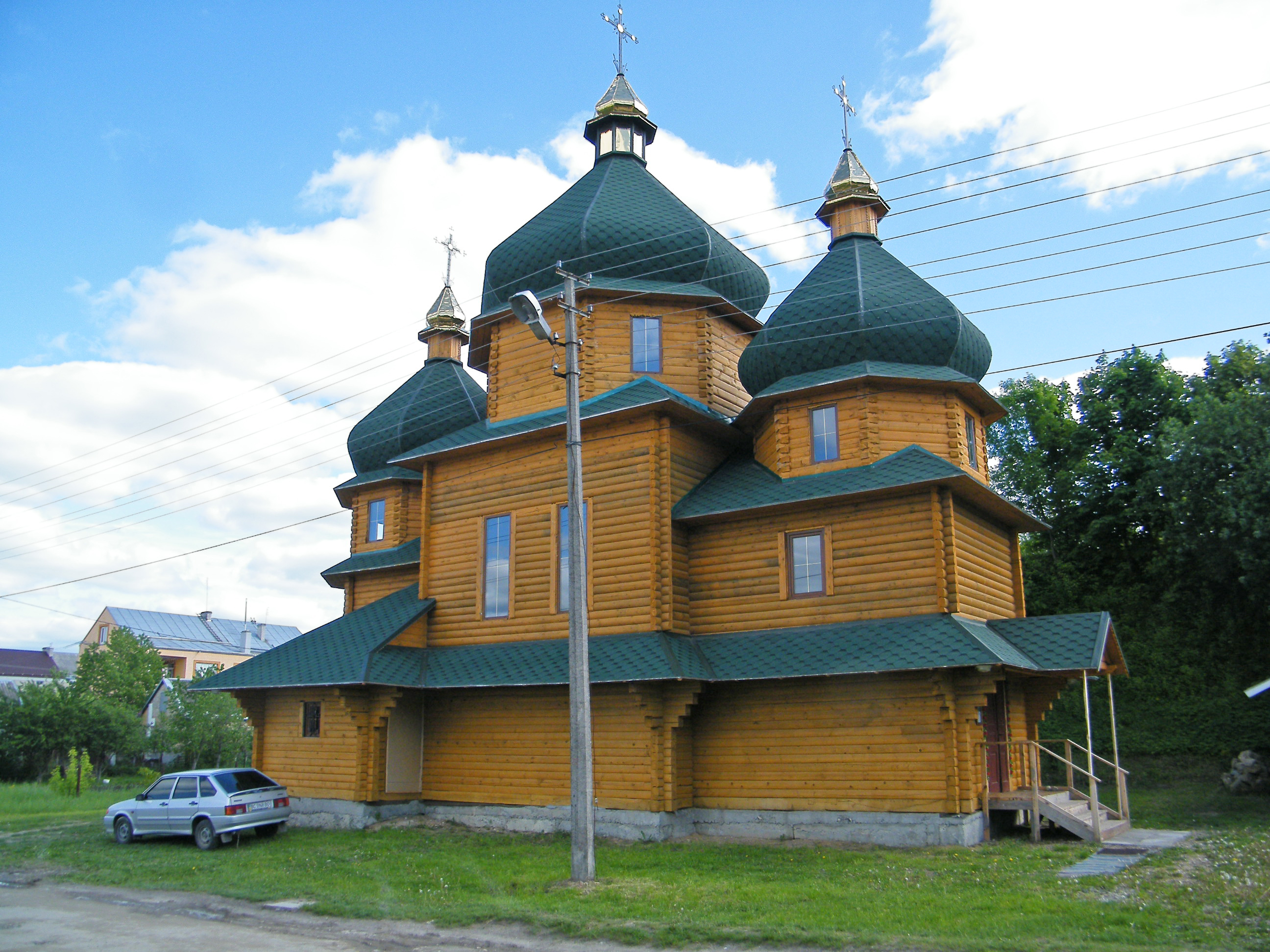
Церковь Пресвятой Богородицы

## Технологические достопримечательности

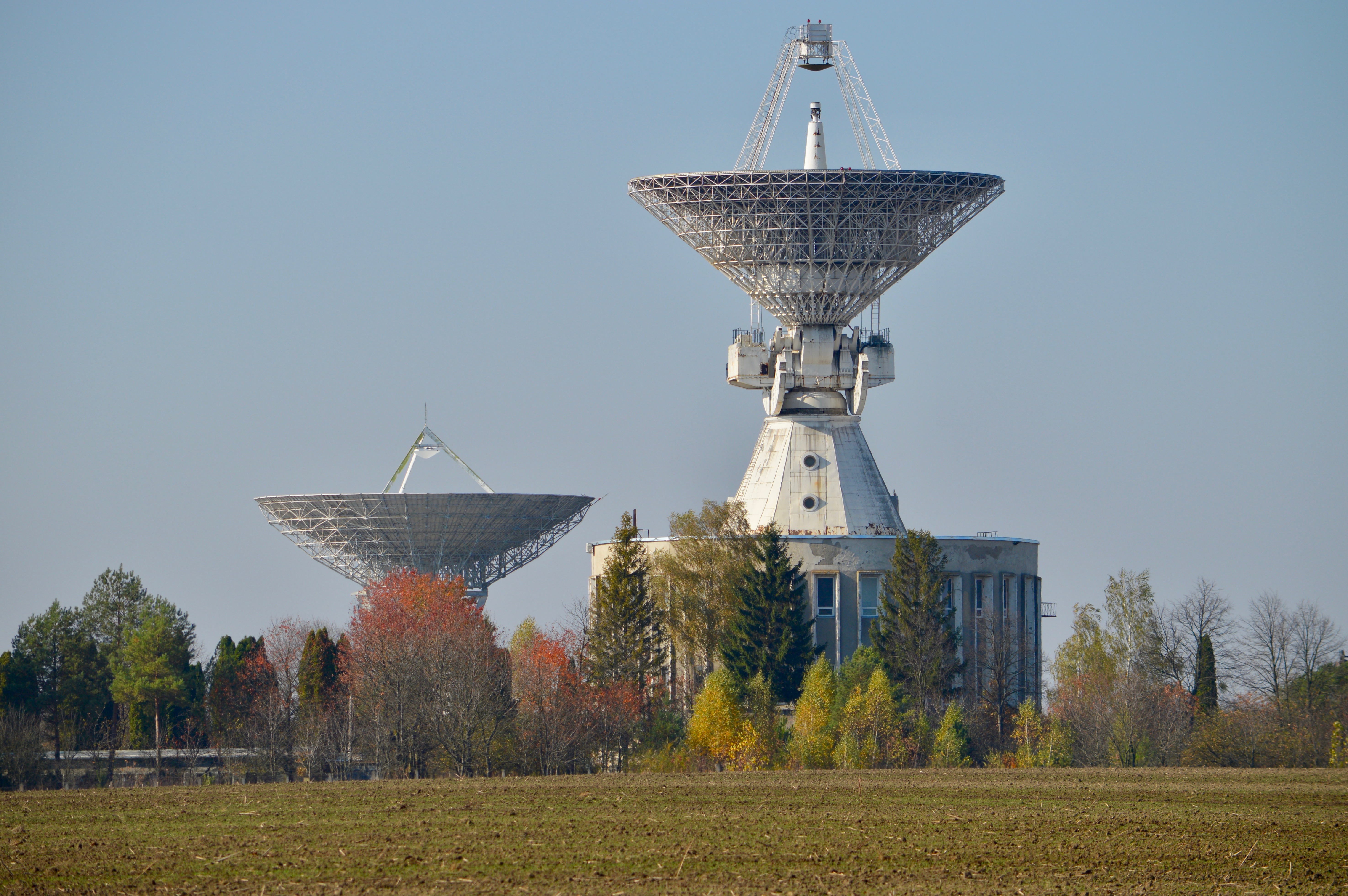
Центр космической связи

В 5,5 км к северу города расположен центр космической связи, который имеет две земные станции стандарта «А» («С»-диапазон) с диаметрами антенн 25 и 32 метра. Антенная система диаметром 32 метра, построена японскими специалистами — одна из лучших в мире (коэффициент усиления антенны — 64 дБ). Земные станции ЦКС работают в системе «Intelsat» через спутники Атлантического (IS-901 342 гр. в. д.) и Индийского регионов (IS-906 64 гр. в. д.). Координаты: 49°51′21″ с. ш. 24°55′38″ в. д.
После потери доступа к радиотелескопу РТ-70 в Крыму возле города Золочев не использующуюся станцию космической связи переоборудовали в радиотелескоп РТ-32. Технические возможности антенной системы МАRK-4В позволяют использовать её в качестве 32-метрового двухдиапазонного радиотелескопа (РТ-32) для проведения одновременных спектральных радиоастрономических наблюдений в C (4,7÷6,8 ГГц) и K (20÷26 ГГц) диапазона.